# Istanbulská univerzita
Istanbulská univerzita (turecky: İstanbul Üniversitesi) je turecká univerzita nacházející se ve městě Istanbul. Byla založena v roce 1453 tureckým sultánem Mehmedem II. V rámci univerzity k roku 2009 existuje celkem osmnáct fakult a studuje zde 69 tisíc studentů.

## Slavní absolventi
- Abdullah Gül – turecký prezident a premiér
- Jicchak Ben Cvi – izraelský prezident
- David Ben Gurion – izraelský premiér
- Orhan Pamuk – turecký spisovatel, nositel Nobelovy ceny za literaturu